# Nepenthes trichocarpa
Nepenthes trichocarpa este o specie de plante carnivore din genul Nepenthes, familia Nepenthaceae, ordinul Caryophyllales, descrisă de Friedrich Anton Wilhelm Miquel. Conform Catalogue of Life specia Nepenthes trichocarpa nu are subspecii cunoscute.

## Galerie de imagini

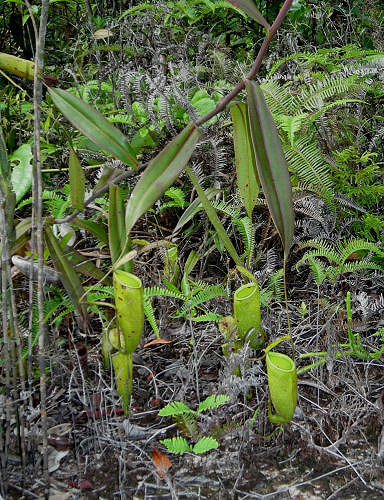
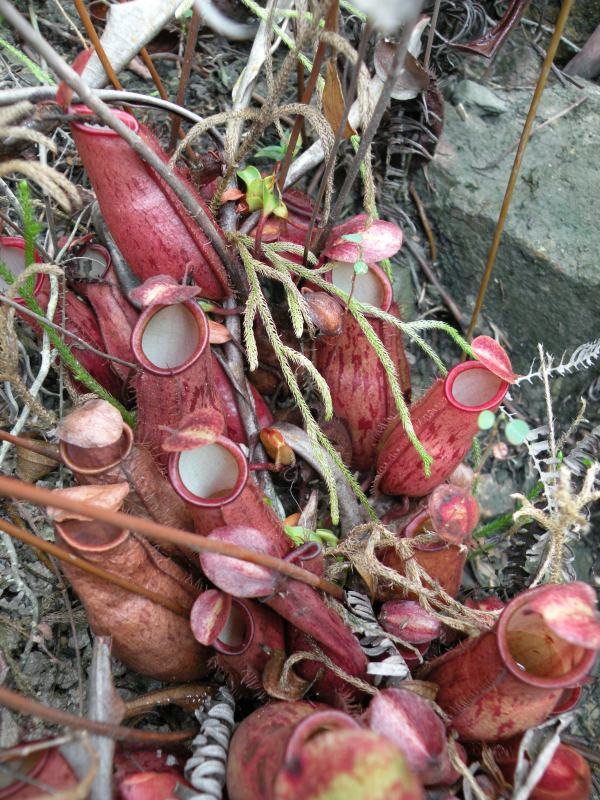
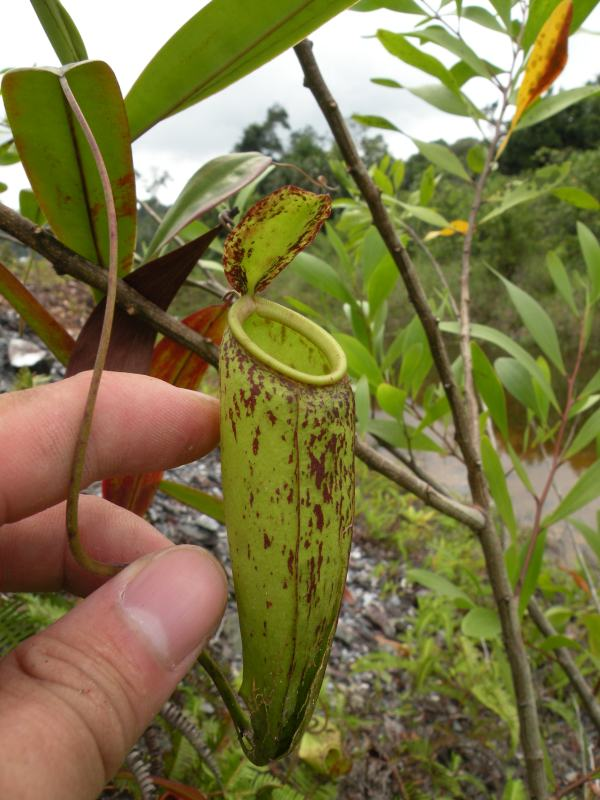
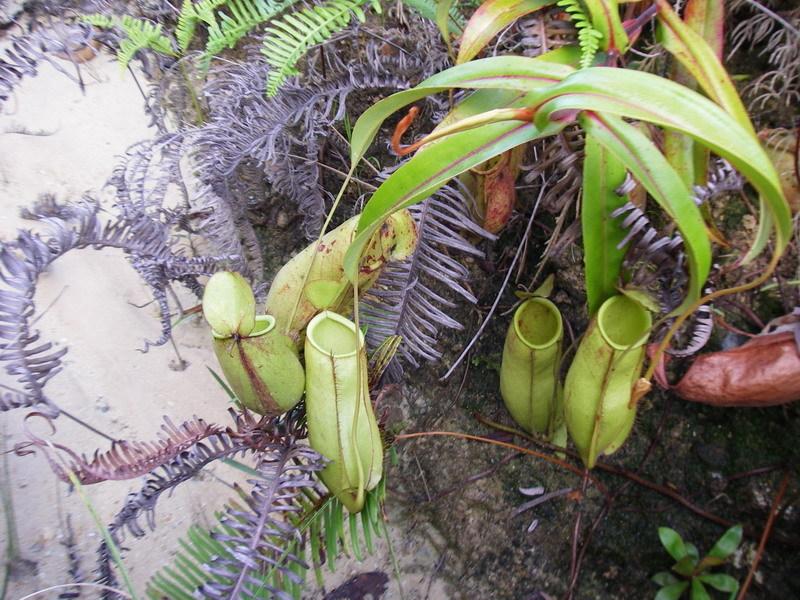
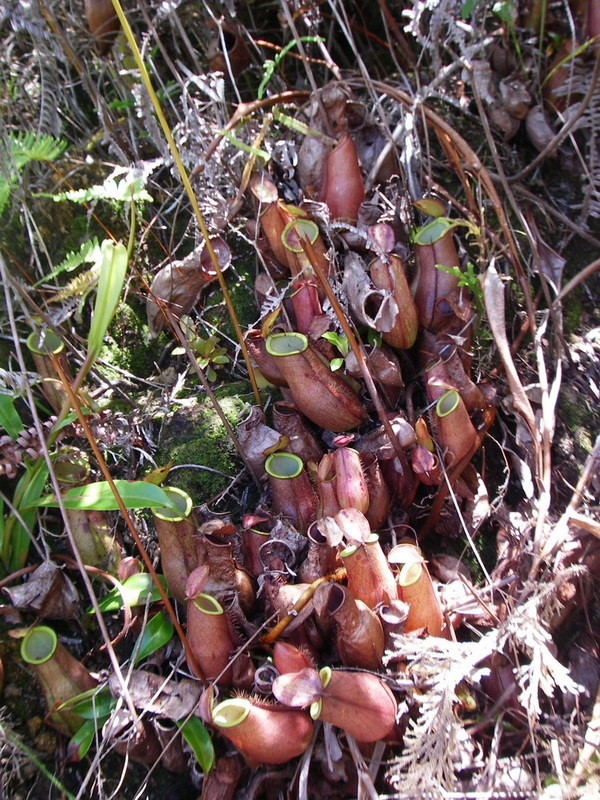
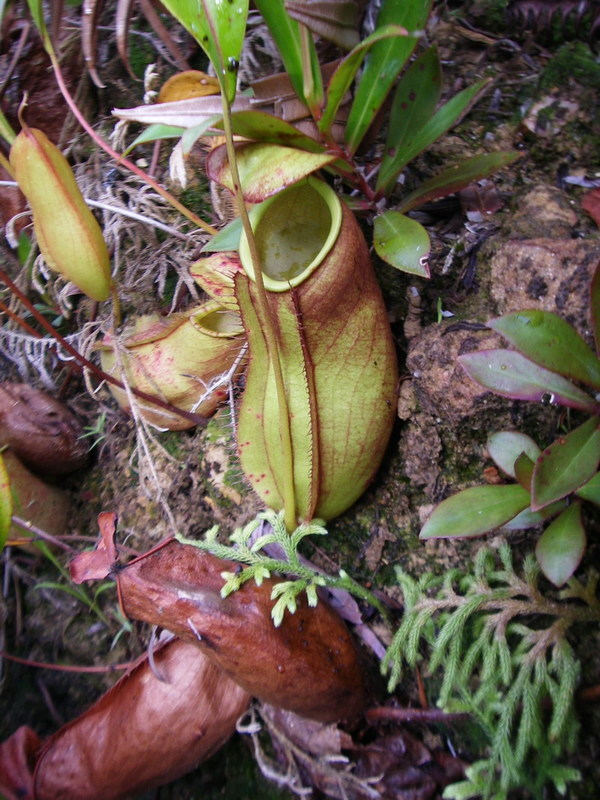